# Stella Damasus
Stella Damasus-Aboderin (Asaba, 24 aprile 1978) è un'attrice e cantante nigeriana.

## Biografia
Stella Damasus è nata a Benin City, nello stato di Edo in Nigeria, dove ha completato la maggior parte della sua istruzione primaria. Ha quattro sorelle. All'età di 13 anni, Stella si trasferì ad Asaba nello Stato del Delta con la sua famiglia, dove finì gli studi di secondo grado.
Sposò il suo primo marito, Jaiye Aboderin, a 21 anni nel 1999. La coppia ebbe due figlie prima che Jaiye morisse improvvisamente nel 2005. Damasus si risposò nel 2007 con Emeka Nzeribe. Il matrimonio durò sette mesi prima di un accordo di divorzio. Nel 2011 iniziò una relazione con il pluripremiato produttore e regista di Nollywood, Daniel Ademinokan; la coppia sta insieme da allora. Il loro rapporto scatenò molte polemiche in tutta la Nigeria e l'Africa perché,  fino al 2014, entrambe le parti non ammisero pubblicamente di uscire insieme come fidanzati o addirittura di essersi sposati.

## Carriera
Stella Damasus iniziò la sua carriera come cantante a Lagos dove lavorava presso i famosi Klink Studios di proprietà del regista Kingsley Ogoro. Lì affinò le sue abilità come cantante e continuò a prestare la voce ai migliori jingle alla radio e alla TV in Nigeria in quel momento.
Damasus si laureò in arti teatrali all'Università di Lagos. La sua prima apparizione è nel film nigeriano Abused nel 1992. La sua notorietà, tuttavia, arrivò con il suo secondo film Breaking Point prodotto da Emem Isong e diretto da Francis Agu. Ha recitato in oltre 70 film, è la co-fondatrice di I2radio e ospita due spettacoli in podcast.

## Riconoscimenti
- Migliore attrice in un ruolo principale ai Africa Movie Academy Awards nel 2009
- Migliore attrice ai Nigeria Entertainment Awards nel 2007[7]
- Migliore attrice per il film Two Brides and a Baby al Golden Icons Academy Awards a Houston, in Texas nel 2012.

## Filmografia
- Betrayed by Love (1999)
- Face of a Liar (2001)
- Rumours (2002)
- Submission (2003)
- Real Love (2003)
- Passions (2003)
- My Time 1&2 (2003)
- When God says Yes (2003)
- Never say goodbye (2003)
- Market seller 1&2 (2003)
- The Intruder 1&2 (2003)
- Emotional Pain (2003)
- Dangerous Desire (2003)
- Bad Boys (2003)
- After the Fight (2004)
- Queen 1&2 (2004)
- Missing Angel 1,2&3 (2004)
- Kings Pride (2004)
- Engagement Night 1&2 (2004)
- Above Love (2004)
- Red Hot (2004)
- Burning Desire 1&2 (2004)
- Cinderella (2004)
- Dangerous Twins 1, 2 & 3 (2005)
- Wheel of Change (2005)
- The Seed 1&2 (2005)
- Desperate and Dangerous (2005)
- Real Love 2&3 (2005)
- Games Women Play 1&2 (2005)
- The Bridesmaid (2005)
- Behind Closed Doors 1&2 (2005)
- Widow (2006)
- Standing Alone (2008)
- Yankee Girls (2008)
- Yankee Girls 2 (2008)
- Four sisters (2008)
- Halimat (2016)
- Affairs of the Heart (2016)[8]